# 光唇两极虫
光唇两极虫（学名：Myxidium acrossocheilus）为两极科两极虫属的动物。在中国，分布于云南等，营寄生生活，寄生在云南光唇鱼的胆囊。